# Jon Favreau
Jonathan Kolia "Jon" Favreau (Nova York, 19 de outubro de 1966) é um ator, diretor, comediante e argumentista americano. Seus trabalhos mais notáveis são sua participação como ator e diretor nos filmes Iron Man, Iron Man 2 e Iron Man 3 como diretor dos dois primeiros filmes e na atuação como Happy Hogan, guarda-costas e motorista de Stark. É criador e showrunner da série The Mandalorian.

## Filmografia

### Diretor
| Ano  | Título                  | Título em português                |
| ---- | ----------------------- | ---------------------------------- |
| 2001 | Made                    | br: Crime Desorganizado            |
| 2003 | Elf                     | br: Um Duende em Nova York         |
| 2005 | Zathura                 | br: Zathura: Uma Aventura Espacial |
| 2008 | Iron Man                | br/pt: Homem de Ferro              |
| 2010 | Iron Man 2              | br/pt: Homem de Ferro 2            |
| 2011 | Cowboys & Aliens        | Cowboys & Aliens                   |
| 2014 | Chef                    | br: Chef                           |
| 2016 | The Jungle Book         | br: Mogli: O Menino Lobo           |
| 2019 | The Lion King           | br: O Rei Leão                     |
| 2019 | The Mandalorian         | br: O Mandaloriano                 |
| 2026 | The Mandalorian & Grogu | The Mandalorian & Grogu            |

### Roteirista
| Ano  | Título          | Título em português     |
| ---- | --------------- | ----------------------- |
| 1996 | Swingers        | br: Curtindo a Noite    |
| 2001 | Made            | br: Crime Desorganizado |
| 2009 | Couples Retreat | br: Encontro de Casais  |
| 2014 | Chef            | br: Chef                |
| 2019 | The Mandalorian | br: O Mandaloriano      |

### Ator
| Ano  | Título                    | Título em português                                                            | Papel                                                      |
| ---- | ------------------------- | ------------------------------------------------------------------------------ | ---------------------------------------------------------- |
| 1992 | Hoffa                     |                                                                                | Papel não-creditado                                        |
| 1993 | Rudy                      |                                                                                | D-Bob                                                      |
| 1994 | Seinfeld                  |                                                                                | Eric, o palhaço (1 episódio)                               |
| 1994 | PCU                       |                                                                                | Gutter                                                     |
| 1996 | Swingers                  |                                                                                | Mike Peters                                                |
| 1997 | Friends                   |                                                                                | Pete Becker (6 episódios)                                  |
| 1998 | Very Bad Things           |                                                                                | Kyle Fisher                                                |
| 1998 | Deep Impact               | br: Impacto Profundo                                                           | Dr. Gus Partenza                                           |
| 1999 | Rocky Marciano            |                                                                                | Rocky Marciano                                             |
| 2000 | Love & Sex                | br: Amor em Pedaços                                                            | Adam Levy                                                  |
| 2000 | The Replacements          | br: Virando o Jogo                                                             | Daniel "Danny" Bateman                                     |
| 2001 | Made                      |                                                                                | Bobby Ricigliano                                           |
| 2001 | The Sopranos              | br: Família Soprano                                                            | Ele mesmo                                                  |
| 2003 | Elf                       |                                                                                | Doctor                                                     |
| 2003 | Something's Gotta Give    | br: Alguém tem que ceder                                                       | Leo                                                        |
| 2003 | Daredevil                 | br: Demolidor O Homem Sem Medo                                                 | Franklin 'Foggy' Nelson                                    |
| 2003 | The Big Empty             |                                                                                | John Person                                                |
| 2004 | Wimbledon                 | br: Wimbledon: O Jogo do Amor                                                  | Ron Roth                                                   |
| 2006 | The Break-Up              | br: Separados pelo Casamento                                                   | Johnny O                                                   |
| 2006 | Open Season               | br: O bicho vai pegar                                                          | Reilly (voz)                                               |
| 2006 | Monk                      | br: Seriado Monk                                                               | Dr. Oliver Bloom (episódio "Mr. Monk Goes to the Dentist") |
| 2008 | Iron Man                  | br/pt: Homem de Ferro                                                          | Happy Hogan                                                |
| 2008 | Four Christmases          |                                                                                | Denver McVie                                               |
| 2009 | I Love You, Man           |                                                                                | Barry                                                      |
| 2009 | Couples Retreat           | br/pt: Encontro de Casais                                                      |                                                            |
| 2009 | G-Force                   |                                                                                | Hurley the Guinea Pig (voz)                                |
| 2010 | Iron Man 2                | br/pt: Homem de Ferro 2                                                        | Happy Hogan                                                |
| 2013 | Identity Thief            | br/pt: Uma Ladra Sem limites                                                   | Harold Cornish                                             |
| 2013 | Iron Man 3                | br/pt Homem de Ferro 3                                                         | Happy Hogan                                                |
| 2013 | The Wolf of Wall Street   | br/pt: Lobo de Wall Street                                                     | Lee Sorkin                                                 |
| 2014 | Chef                      | br: Chef                                                                       | Carl Casper                                                |
| 2016 | The Jungle Book           | br/pt: Mogli - O Menino Lobo                                                   |                                                            |
| 2017 | Spider-Man: Homecoming    | br: Homem-Aranha: De Volta ao Lar / pt: Homem-Aranha: Regresso a Casa          | Happy Hogan                                                |
| 2018 | Avengers: Infinity War    | br: Vingadores: Guerra Infinita / pt: Vingadores: Guerra do Infinito           | Happy Hogan (Cena deletada)                                |
| 2018 | Solo: A Star Wars Story   | br: Han Solo: Uma História Star Wars / pt: Han Solo: Uma História de Star Wars | Rio Durant (voz)                                           |
| 2019 | Avengers: Endgame         | br:/pt: Vingadores: Ultimato                                                   | Happy Hogan                                                |
| 2019 | Spider-Man: Far From Home | br/pt: Homem-Aranha: Longe de Casa                                             | Happy Hogan                                                |
| 2021 | Spider-Man: No Way Home   | br/pt: Homem-Aranha: Sem Volta para Casa                                       | Happy Hogan                                                |